# Zhang Juzheng
Zhāng Jūzhēng (Chinois simplifié : 张居正 chinois traditionnel : 張居正), né en 1525 dans le Xian de Jiangling et mort en 1582 à Pékin, était un « Grand Secrétaire » (帝师 / 帝師, dìshī) chinois au service de la dynastie Ming sous les empereurs Ming Longqing et Ming Wanli.

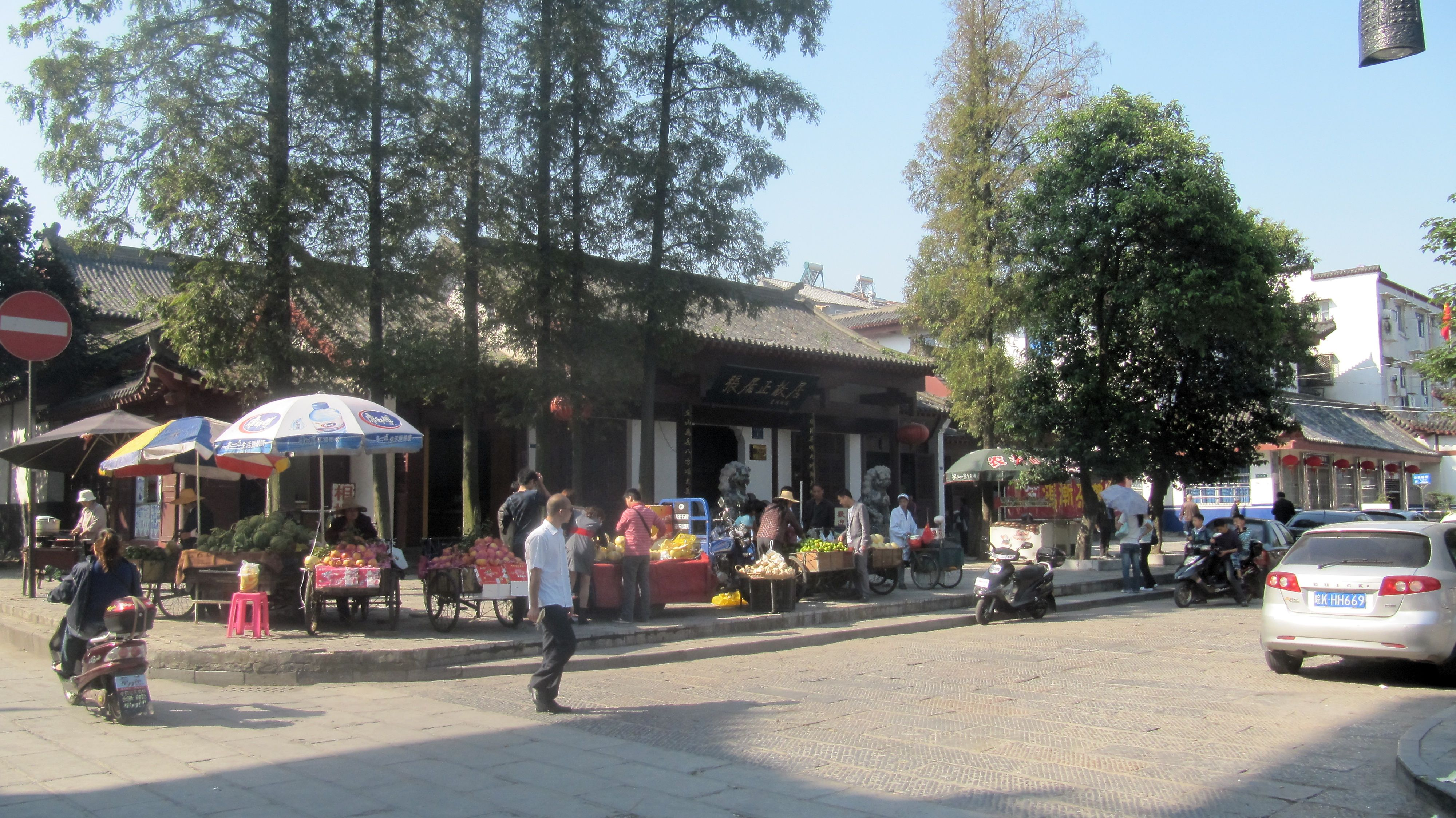
Ancienne demeure de Zhāng Jūzhēng à Jingzhou, province du Hubei